# 林佑軒
林佑軒（1987年7月12日—）為旅居法國的臺灣作家、法中翻譯家。

## 生平
林佑軒出身於臺中市，畢業自國立臺中第一高級中學及國立臺灣大學，目前正在巴黎第八大學修讀碩士學位。

### 私人生活
林佑軒為已出櫃的男同性戀者。

## 著作

### 散文
- 《時光莖》（2021年，時報）

### 長篇小說
- 《冰裂紋》（2017年，尖端）

### 短篇小說集
- 《崩麗絲味》（2014年，九歌）

### 翻譯
- 《大聲說幹的女孩》（2019年，聯合文學）
- 《百政客、權謀、小丑：民粹如何襲捲全球》（2019年，時報）
- 《世界大局．地圖全解讀》（2020年，野人，合譯）
- 《在雪豹峽谷中等待》（2021年，木馬）

## 外部連結
- 林佑軒的Facebook專頁